# 1909

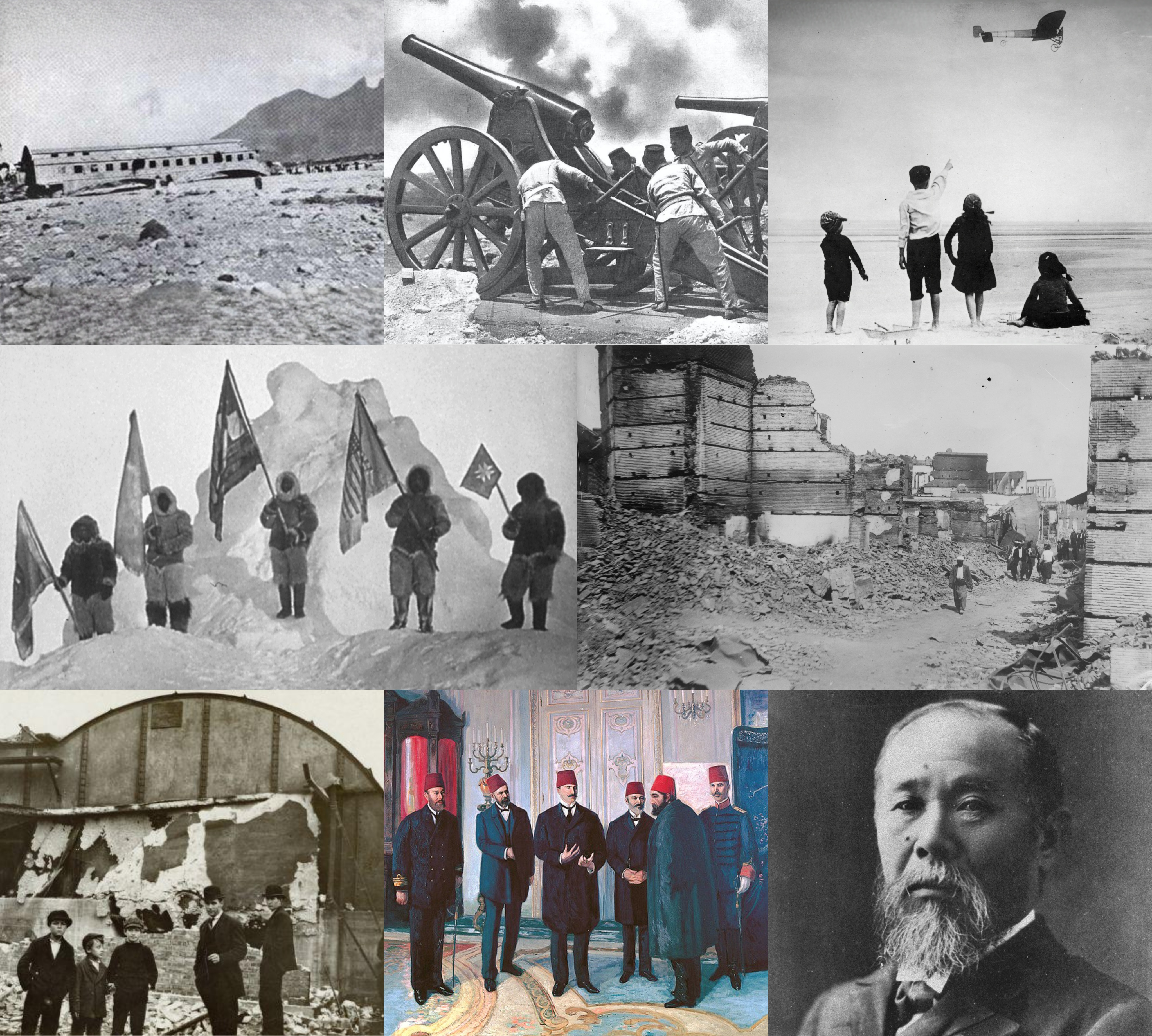

1909 (MCMIX) là một năm thường bắt đầu vào Thứ sáu của lịch Gregory và là một năm thường bắt đầu vào Thứ Năm của lịch Julius, năm thứ 1909 của Công nguyên hay của Anno Domini, the năm thứ 909  của thiên niên kỷ 2, năm thứ 9  của thế kỷ 20, và năm thứ  10  và cuối cùng của thập niên 1900. Tính đến đầu năm 1909, lịch Gregory bị lùi sau 13 ngày trước lịch Julius, và vẫn sử dụng ở một số địa phương đến năm 1923. 

## Sự kiện

### Tháng 1
- 15 tháng 1 - Colombia thừa nhận Panama độc lập.

### Tháng 3
- 12 tháng 3 - Tứ Xuyên cách mạng đảng Hùng Khắc Võ khởi nghĩa tại Quảng An thất bại.

### Tháng 5
- 11 tháng 5 - Vân Nam liên tiếp bị động đất.

### Tháng 7
- 13 tháng 7 - Tìm thấy vàng gần Cochrane, Ontario.

### Tháng 9
- 25 tháng 9 - cực quang xảy ra ở Singapore.

### Tháng 10
- 30 tháng 10 - Tôn Trung Sơn sang Hoa Kỳ

## Sinh
- 30 tháng 4 - Nữ hoàng Juliana của Hà Lan (m. 2004)
- 5 tháng 5 - Nakajima Atsushi, nhà văn người Nhật Bản (m. 1942)
- 22 tháng 5 - Chu Văn Tấn, Thượng Tướng đầu tiên của quân đội nhân dân Việt Nam (m. 1984)
- 19 tháng 6 - Dazai Osamu, nhà văn người Nhật thuộc văn phái Buraiha (Vô Lại Phái) (m. 1948)
- 7 tháng 7 - Thạch Lam, nhà văn Việt Nam (m. 1942) (theo Nguyễn Tuân)
- 9 tháng 7 - Pavle Đurišić, chỉ huy quân Chetnik Montenegro (m. 1945)
- 13 tháng 7 - Hoàng thân Souphanouvong của Lào (m. 1995)
- 19 tháng 10 - Marguerite Perey, nhà vật lý người Pháp (m. 1975)

## Mất
- 5 tháng 2 - Nguyễn Khuyến, nhà thơ Việt Nam (s. 1835)
- 24 tháng 3 – John Millington Synge, nhà soạn kịch người Ireland (s. 1871)
- 26 tháng 10 - Hoàng tử Ito Hirobumi, Thủ tướng Nhật Bản đầu tiên (bị ám sát) (s. 1841)
- 10 tháng 11 – Nguyễn Phúc Trinh Tĩnh, phong hiệu Bái Trạch Công chúa, công chúa con vua Minh Mạng (s. 1839).
- Không rõ – Nguyễn Nhược Thị Bích, phong hiệu Tam giai Lễ tần, phi tần của vua Tự Đức (s. 1830).
- Liêu Thiêm Đinh, vua trộm

## Giải Nobel
- Vật lý - Guglielmo Marconi, Ferdinand Braun
- Hóa học - Wilhelm Ostwald
- Y học - Emil Theodor Kocher
- Văn học - Selma Lagerlöf
- Hòa bình - Auguste Beernaert, Paul-Henri-Benjamin d'Estournelles de Constant